# Два мира (альбом)
«Два мира» — третий студийный альбом российской певицы Мары. Он был выпущен 13 апреля 2012 года (цифровой релиз). Презентация альбома состоялась 30 марта в концертном зале «Москва».
Альбом издан в двух вариантах — обычном (12 треков) и подарочном (12 треков + бонус + клип «Лотосы»). Диск дебютировал на 20 месте в российском чарте альбомов, по версии компании 2М и Lenta.ru.

## Запись альбома
Первая песня для альбома — «Калевала» — была написана ещё в 2007 году. 24 мая 2008 года Мара представила свой live-альбом «Unplugged», куда вошла и live-версия «Калевалы».
В 2009 году певица с группой записали песню «Целуя сердце», после чего начали запись на неё макси-сингла.
Песня «Целуя сердце» - очень важна для меня. Это моя сегодняшняя чрезвычайная концентрация – музыкальная и эмоциональная. И мы решили подарить песне несколько жизней, провести по разным музыкальным слоям.Мара
Презентация сингла состоялась 18 декабря 2009 года в клубе «Главклаб» в ДК Горбунова.
В октябре 2010 года стало известно, что Мара записывает новый альбом. «Мара сейчас находится в финальной стадии записи третьего диска, — рассказала корреспонденту Intermedia директор певицы Капитолина Деловая. — Но когда она выпустит диск, пока ещё не определено».
Затем Мара записала новую песню «Лотосы». 29 декабря песня появилась в сети Интернет.
Цветок лотоса — вообще символ вечного перерождения. Души, тела. Искушения, противостояния, ангелы, демоны, воины. Все в нас, весь мир, и вся сила. Песня получилась жесткая, но очень светлая, красивая. Может быть, самая красивая пока моя песня, — признается Мара. — Мы играем сейчас на концертах piano-rock, музыку с акцентом на клавиши. А новый трек получился почти полностью гитарный. И Дима Емельянов, мой волшебный клавишник, самые жесткие гитары сам, между прочим, предложил, сам и сыграл. Новый альбом ещё неизвестно куда заведет. Гитары, клавиши… Многогранность будет точно!Мара
Капитолина Деловая корреспонденту Intermedia о песне:
Это очень сложная, глубокая песня. Она абсолютно непохожа на то, что Мара делала раньше, и, я уверена, «Лотосы» откроют новую грань певицы.
14 апреля 2011 года Мара выпустила четвёртый, специальный, сингл со своей пластинки — песню «Япония», посвящённую случившейся в Японии катастрофе.
Капитолина Деловая о песне:
Вы часто молитесь? Есть много людей, вообще не представляющих: что это такое и как такое делать. А если и молятся – то за себя, за своих близких, но уж точно не за мир во всем мире. Когда все в Японии произошло, где то в Интернете, в фейсбуке появились группы людей, предлагающих всем присоединяться к минутам медитации, всеобщей глобальной молчаливой молитве за Японию в Сети. И способных на это собралось немало. И их энергия, их позитивные, милосердные вибрации, безусловно, повлияли на ситуацию и продолжают влиять. Иначе, может, все уже вообще улетело бы в тартарары.

Мара сделала одновременно то же самое. Но только через музыку. Она призвала аккумулировать духовную силу: «Молитесь за Японию всем миром по всему миру...» Хотя песня, конечно, не только про Японию. И молиться всем миром надо не только за неё.
В то же время появился клип на «Лотосы», режиссёром которого стал фотограф Олег Михеев. По словам Капитолины Деловой, клип снят с использованием стилистики и методов съемок, которые применялись при создании немого кино в Голливуде 20-х годов XX века.
30 сентября в московском клубе «Milk Moscow» состоялась презентация песен альбома. Концерт начался с исполнения хитов из первых альбомов Мары — «Откровенность» и «220V». Как только старая программа была исполнена, в зале погас свет, исчез видеоряд, а сама Мара с группой ушла со сцены. Через некоторое время начался показ клипа «Лотосы», и певица начала исполнять новую программу. Названия новых песен и альбома ещё не были известны. Особенно Мара порадовала поклонников новой песней, в которой заявила: «Я голосую за мэра-гея, за президента-женщину: я выбираю тех, кто никогда не выберет войну!» Основную программу завершили «Лотосы», после чего певица на бис исполнила «Калевалу» в сопровождении клавишных и пообещала, что эта песня также войдёт в альбом.
В октябре певица ездила в Албанию для съёмок в программе главного телеканала страны TV Klan «100 Kenget e Shekullit» («100 песен века»).
Капитолина Деловая о поездке:
Мы приехали в Албанию со странными ожиданиями. Даже немного страшно было, потому что непонятная страна, о которой мало что известно, к тому же по большей части мусульманская. Но оказалось, что все не так страшно – нас приняли очень доброжелательно, оставив о себе самые лучшие впечатления.
В ходе эфира у певицы чуть не возникли сложности. Оказалось, что на албанском телевидении не принято петь вживую, а Мара не умеет петь под фонограмму. Завершилось всё тем, что Мара спела в эфире TV Klan песни «Секс», «Япония» и «Калевала», заодно обучив звукорежиссёров телеканала квалифицированной отстройке звука.
В начале января 2012 года в Интернете появился пятый сингл Мары — «Головокружения / Я голосую за мэра-гея!»
Это не новогодняя песня. Она о том, что ждет страну в будущем году. Песня призывает людей быть умнее, тоньше, проявить себя максимально достойно, и только в этом случае можно ждать каких-то перемен к лучшему в нашей стране.Капитолина Деловая
Презентация сингла «Головокружения / Я голосую за мэра-гея!» состоялась в Санкт-Петербурге 27 января.

## Релиз
30 марта 2012 года состоялась презентация альбома. В этот же день он был поставлен в ротацию «Нашего радио» в эксклюзивное предпрослушивание.
7 апреля альбом «Два мира» появился на Яндекс Музыке, 13 апреля — на ThankYou.ru.
На ThankYou.ru альбом описали так:
Альбом абсолютно не похож на предыдущие работы певицы – это совершенно другая Мара. По словам певицы, альбом получился насыщенным и разнообразным. Он пронизан сакральными, философскими и просто жизненными стыками разных ситуаций, осознаний, разных ракурсов мироздания.

Эта пластинка о том, что происходит вокруг нас, а также за пределами всех видимых миров.

## Список композиций
Слова и музыка всех песен — Мара.
| №   | Название                                | Длительность |
| --- | --------------------------------------- | ------------ |
| 1.  | «Львы и Сефарды/Возьми меня в небо»     | 4:23         |
| 2.  | «Два мира»                              | 2:59         |
| 3.  | «Почувствуй разницу»                    | 3:32         |
| 4.  | «Мой друг из Иордании»                  | 3:46         |
| 5.  | «Арктика»                               | 3:42         |
| 6.  | «Япония»                                | 3:32         |
| 7.  | «Без тебя... Все не так»                | 3:35         |
| 8.  | «Неоспоримо взрослым»                   | 3:35         |
| 9.  | «Головокружения/Я голосую за мэра-гея!» | 4:44         |
| 10. | «Калевала»                              | 5:21         |
| 11. | «Целуя сердце»                          | 3:23         |
| 12. | «Лотосы»                                | 4:02         |

- Бонус-треки

| №   | Название                   | Длительность |
| --- | -------------------------- | ------------ |
| 13. | «Лотосы (Wolfframe remix)» | 4:48         |
| 14. | «Калевала (Radio Edit)»    | 4:28         |

## Интересные факты
- На некоторых дисках в названии ремикса на песню «Лотосы» допускается опечатка — Wolffram вместо Wolfframe.
- Песня «Арктика» написана Марой после августовской поездки певицы в саму Арктику.
- Для записи песни «Без тебя… Все не так» и исполнения её на презентации альбома был приглашён струнный квартет Большого Симфонического оркестра.
- Песня «Беда», записанная в 2007 году и изданная в live-версии в альбоме «Unplugged», не вошла в альбом. Мара заявила, что «Беда» выбивается из общей тематики альбома. В 2015 году «Беда» вышла в альбоме «Война и мир».